# 金斯环形山

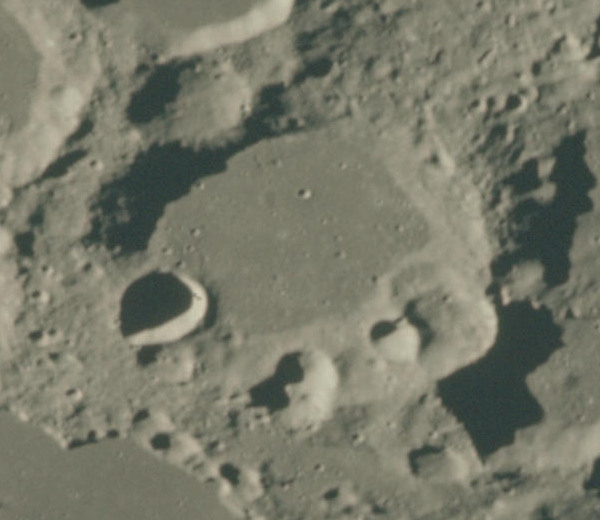
阿波罗15号拍摄

金斯环形山(Jeans)是位于月球背面南半球一座古老的大撞击坑，约形成于前酒海纪，其名称取自英国理论物理学家、天文学家及数学家詹姆士·霍普伍德·金斯(1877年-1946年)，1964年被国际天文学联合会正式批准接受。

## 描述
该陨坑西北毗邻李奥环形山；东北靠近阿努钦环形山；库格勒环形山位于它的东面；东南和西南分别是坐落了钱柏林环形山和彼得罗夫环形山。金斯环形山东北有一座无名的同心环月坑。该陨坑的中心月面坐标为55°35′S 91°31′E / 55.58°S 91.51°E，直径81.1公里，深度为3.8公里。
金斯环形山拥有一圈被严重侵蚀的圆形外壁，沿南侧及东南侧内外壁覆盖了数座较大的撞击坑，其中最突出的是横跨东侧坑壁的卫星坑"金斯 G"；而金斯环形山北侧外壁几乎已完全损毁。该陨坑的坑壁平均高出周边地形1350米，内部容积约有5800公里3。陨底表面已被玄武岩熔岩填塞和抹平，幽暗的地表上除一些散布的细小陨坑外，无其它较注目的地貌结构。
金斯环形山位于月球的东南边沿，从地球上看，它大部分处于月球背面。在部分月球摄动期间，该陨坑会整个地出现在视野中。但尽管如此，对大部分细节的观察仍会受到限制。

## 卫星陨石坑
按惯例，最靠近金斯环形山的卫星坑在月图上以字母标注在该坑中心点的旁边。

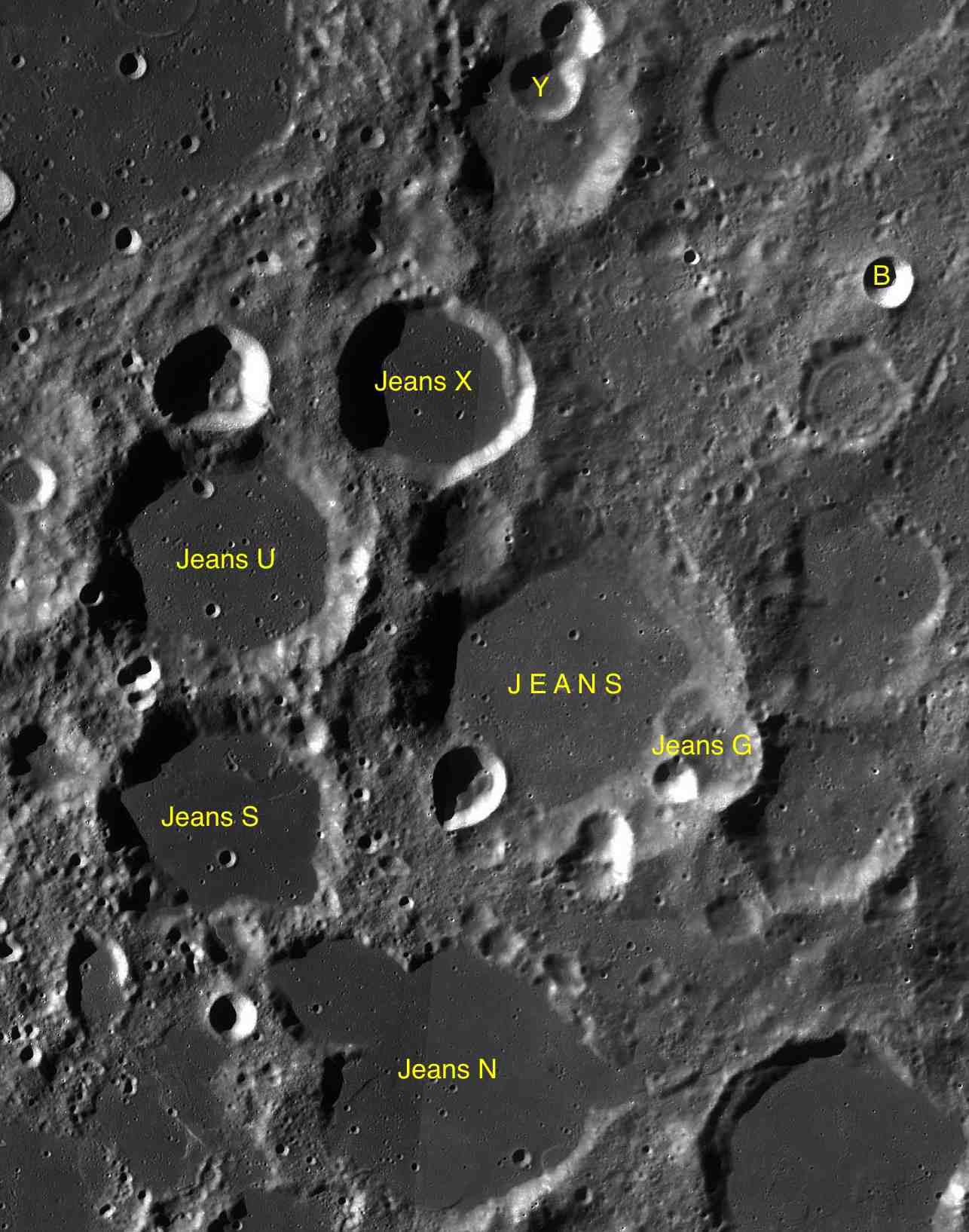
LAC-129 月图

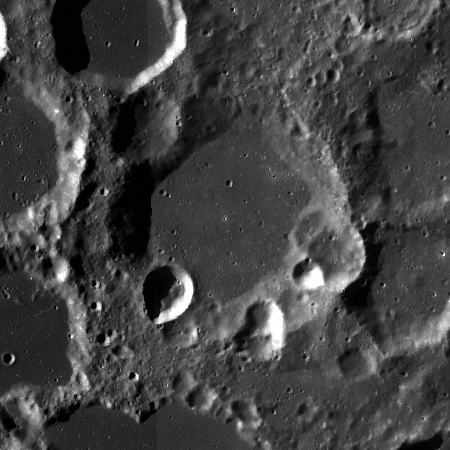
月球勘测轨道飞行器拍摄

| 金斯 | 纬度    | 经度    | 直径    |
| ---- | ------- | ------- | ------- |
| B    | 52.4° S | 94.8° E | 11 公里 |
| G    | 56.0° S | 93.3° E | 22 公里 |
| N    | 58.7° S | 90.5° E | 64 公里 |
| S    | 56.8° S | 86.8° E | 56 公里 |
| U    | 54.7° S | 86.5° E | 57 公里 |
| X    | 53.5° S | 89.4° E | 44 公里 |
| Y    | 51.2° S | 90.5° E | 17 公里 |

- 卫星坑"金斯 N"形成于前酒海纪[1]；
- 卫星坑"金斯 X"形成于酒海纪[1]。

## 另请参阅
- Andersson, L. E.; Whitaker, E. A. . NASA RP-1097. 1982.
- Blue, Jennifer. . USGS. July 25, 2007  [2007-08-05]. （原始内容存档于2013-02-13）.
- Bussey, B.; Spudis, P. . New York: Cambridge University Press. 2004. ISBN 978-0-521-81528-4.
- Cocks, Elijah E.; Cocks, Josiah C. . Tudor Publishers. 1995. ISBN 978-0-936389-27-1.
- McDowell, Jonathan. . Jonathan's Space Report. July 15, 2007  [2007-10-24]. （原始内容存档于2018-12-25）.
- Menzel, D. H.; Minnaert, M.; Levin, B.; Dollfus, A.; Bell, B. . Space Science Reviews. 1971, 12 (2): 136–186. Bibcode:1971SSRv...12..136M. doi:10.1007/BF00171763.
- Moore, Patrick. . Sterling Publishing Co. 2001. ISBN 978-0-304-35469-6.
- Price, Fred W. . Cambridge University Press. 1988. ISBN 978-0-521-33500-3.
- Rükl, Antonín. . Kalmbach Books. 1990. ISBN 978-0-913135-17-4.
- Webb, Rev. T. W.  6th revised. Dover. 1962. ISBN 978-0-486-20917-3.
- Whitaker, Ewen A. . Cambridge University Press. 1999. ISBN 978-0-521-62248-6.
- Wlasuk, Peter T. . Springer. 2000. ISBN 978-1-85233-193-1.